# Okolo jižních Čech
L'Okolo jižních Čech (lit. Volta a Bohèmia Meridional) és una cursa ciclista que es disputa a la Regió de Bohèmia Meridional (República Txeca). La cursa es creà el 2012 formant part de l'UCI Europa Tour fins al 2014.

## Palmarès
| Any                       | Vencedor              | Segon                | Tercer           |
| ------------------------- | --------------------- | -------------------- | ---------------- |
| 2012                      | Jiří Hochmann         | Jan Polanc           | Bjørn Tore Hoem  |
| 2013                      | Florian Sénéchal      | Theo Reinhardt       | Matija Kvasina   |
| 2014                      | Reidar Borgersen      | Paweł Cieślik        | Emanuel Buchmann |
| 2015                      | Alexis Guérin         | Clemens Fankhauser   | Theo Reinhardt   |
| 2016. No disputada        |                       |                      |                  |
| 2017                      | Josef Černý           | Emil Nygaard Vinjebo | Rok Korošec      |
| 2018                      | Michael Kukrle        | Maciej Paterski      | Stan Dewulf      |
| 2019 i 2020. No disputada |                       |                      |                  |
| 2021                      | Arnaud De Lie         | Nick van der Meer    | Damiano Cima     |
| 2022                      | Rasmus Bøgh Wallin    | Erik Fetter          | Tim Marsman      |
| 2023                      | Martin Solhaug Hansen | Adam Ťoupalík        | Michael Kukrle   |
| 2024                      | Marcin Budziński      | Lukáš Kubiš          | Piotr Pękala     |